# Олександр Іванович Ніс
Олександр Іванович Ніс (також Нос, Носек, Нош; ? — до 16 жовтня 1436) — князь пінський (1410—1435), староста луцький (1433—1434, 1436), державний та військовий діяч Великого князівства Литовського. Внук князя белзького та холмського Юрія Наримунтовича, син белзького князя Івана Юрійовича, за іншими даними — пінського князя Івана Федоровича Носа.

## Життєпис
Олександр народився в сім'ї пінського князя Івана Юрійовича Носа, який загинув у битві над Ворсклою 1399 року. Ймовірно, в рахунках двору Ягайла за 1394 рік Олександр згаданий як «dnus Nos dux Smolianski».
1418 року Олександр Ніс разом з князем Дашком Острозьким та іншими звільнив з ув'язнення у Крем'янці литовського князя Свидригайла Ольгердовича. Комптур Тевтонського ордену, Раґнет вказав «звільнювачем» князя «Andris de Smalencz», якого Оскар Галецький ідентифікував з Олександром Носом. 1425 року перебував у Кракові, можливо, як гість на хрестинах королевича Владислава.
Наприкінці 1431 — на початку 1432 року отримав від Свидригайла Луцьке староство. Після замаху на Свидригайла 1432 року залишився на посаді, не звільнив її після передачі Луцької землі Сигізмундові Кейстутовичу. Підписав акти 20 січня 1433 в Тракаї та 27 лютого 1433 в Городні. У квітні 1433 «підступом» взяв Луцьк, очолив місцеве повстання та знову перейшов на бік Свидригайла, який доручив йому командування на Волині. У травні 1433 року перейшов на сторону поляків (25 травня комптур Острога писав у листі до великого магістра про це), разом з князем Федором Несвізьким «взяв» Берестя. Під час виправи на Холм був розбитий загоном холмського старости Грицька Кердейовича. 1433 року розбив поляків під Самбором. Також у червні 1433 року, як представник Свидригайла (разом з подільським старостою Федором Несвізьким) уклав угоду про перемир'я з генеральним руським старостою Вінцентієм з Шамотул та галицьким старостою Михайлом Бучацьким, як представниками панів Коронної Русі без відома короля Ягайла. 9 грудня 1433 підписав у Києві привілей Свидригайла для Андрія Волотовича.
Написав листа Г. Кердейовичу в січні 1434 року, в якому виправдовував похід на Берестя, відмову від перемир'я, як прихильник Свидригайла вважав безправною облогу Ратного. 5 травня 1434 в Луцьку підписав привілей Свидригайла для Єсифа Чуси.
Наприкінці літа одним з перших покинув Свидригайла, в серпні 1434 віддав Луцький замок Сигізмунду. В лютому 1436 став старостою Луцька — остання згадка про нього в джерелах.
Загинув після 1436 року, не залишивши нащадків. Його спадкоємцем став брат, Семен Іванович, який правив у Пінську до 1452 р.

### Сім'я
Був одружений з княжною Гурковою (ім'я невідоме), інформації про дітей немає.

## У літературі
Позитивний персонаж роману «Сумерк» Юліана Опільського.